# Karol Wild
Karol Wild (* 16. dubna 1937, Žilina) je filmový a televizní režisér, učitel na VŠE a na Přírodovědecké fakultě Univerzity Karlovy v Praze. Autor cca 100 filmů a televizních pořadů, také je autorem knihy Rozevřená minulost (2021), Systém efektivního využití času (1993) a dalších.

## Životopis
Karol Wild se narodil 16. dubna 1937 v Žilině na Slovensku, odkud byl s rodiči v roce 1951 vystěhován z politických důvodů v rámci akce B do Beckova. V letech 1952–1955 studoval na Gymnáziu v Novém Městě nad Váhem.
V letech 1955–1956 studoval na Matematicko-fyzikální fakultě Univerzity Karlovy v Praze. V září 1956 byl zapsán bez svého vědomí a souhlasu do evidence STB jako informátor.[zdroj⁠?!] V období 1956–1959 absolvoval studium na Filozofické fakultě UK V Praze. V roce 1959 mu bylo přerušeno studium z kádrových důvodů a dva roky pracoval jako pomocný dělník, elektrikář a kamnář v Obvodním stavebním podniku. V roce 1960 byl opětovně přijat ke studiu na FF UK. O rok později byl opět vyloučen ze studia na FF UK a všech vysokých škol v republice. V období 1961–1965 působil jako dělník – elektrikář, později provozář v OPBH. Od roku 1966 do roku 1968 byl bez zaměstnání a externě studoval na Filosofické fakzultě UK. V roce 1968 zde obhájil diplomovou práci na téma „Masarykova idea mravní a náboženská a promoce na promovaného filozofa. V letech 1968 a 1969 působil jako asistent na katedře sociologie Vysoké školy ekonomické v Praze. V roce 1969 byl propuštěn z VŠE při zrušení kateder společenských věd jako nečlen KSČ. V období 1969 až 1988 působil externě na volné noze jako filmový režisér v Krátkém filmu a Československé televizi. V roce 1982 absolvoval rigorózní zkoušky a byl promován doktorem filozofie. V lednu 1989 emigroval do NSR. V roce 1993 rozhodnl Městský soud v Praze, že Karol Wild byl neoprávněně evidován ve svazcích STB.[zdroj⁠?!] Od 1989 byl v invalidním a později[kdy?] ve starobním důchodu. 
V roce 2021 byl autorem a vydavatelem knihy Rozevřená minulost.

## Filmografie
Seriál, uváděný titulkem „Ptali jsme se za vás“ ve Filmových týdenících 1968–1970.

### Filmové dokumenty
- Mnichov 1938 (1968)[4]
- Johannes Kepler (1970)[5]
- Josef Mánes (1970)[4]
- Učitel národů (1970)[4]
- Človek a príroda (slov.)
- Sympomech (slov.)
- Socialistické mesto (slov.)

### Naučné filmy
- Nemoci z povolání
- Výchova kojenců pohybem
- Čtyři příběhy
- Pět příběhů

### Televizní filmy
- Leninova dobrodružství 1985 – režie + kamera

- Poznáváme Československo (1983) – režie + kamera
- Poznáváme kraj textiláků a sklářů
- Poznáváme Polabí
- Poznáváme jižní Čechy a Povltaví
- Poznáváme východní Slovensko
- Praha – hlavní město Československa
- Poznáváme střední Slovensko
- Poznáváme jižní Slovensko a Podunajskou nížinu
- TV seriál „Půlhodinka s módou“ 1969–73 (16 dílů)
- Vlaštovka (27 dílů TV pořadu pro děti)
- TV seriál „Serpentiny“ (slov.) díly 5.–10.

### Televizní reportáže – režie a kamera
- Obrázky z Nizozemska
- Po Paříží s Edith Piafovou
- Z cesty po Katalánsku
- Pod španělským sluncem
- Putování po jižní Francii
- Po stopách českého lva